# 白蒲镇
白蒲镇是中华人民共和国江苏省南通市如皋市下辖的一个镇。
中华民国初年，以通州直隶州设南通縣，白蒲镇位于县境西北部。今白蒲镇南边、东边一大块当时均属南通县县境。
2013年3月18日，江苏省人民政府批复同意撤销林梓镇、白蒲镇，将原林梓镇、白蒲镇所辖区域合并，设立新的白蒲镇，镇政府驻蒲盛路1号。

## 行政区划
白蒲镇下辖以下村级行政区划单位：
光明社区、跃进社区、勇敢社区、钱园社区、松杨社区、蒲东社区、蒲西社区、文峰社区、前进社区、黄行村、姚家园村、朱家桥村、朱窑村、康庄村、姜北村、杨家园村、沈桥村、塘堡村、邓杨村、林梓社区、斜庄社区、文著社区、月旦社区、蒋殿社区、新陆村、顾岱村、沈腰村、合兴村和桥口村。

## 地名由来
白蒲镇始建于东晋义熙七年（公元411年），因四周湖泽里长满盛开白花的蒲草而得名。